# Ambasada Maroka w Polsce
Ambasada Maroka w Polsce, Ambasada Królestwa Marokańskiego (arab. سفارة المغرب في بولندا) – marokańska placówka dyplomatyczna znajdująca się w Warszawie przy ul. Jarosława Dąbrowskiego 72.

## Historia
Za datę nawiązania stosunków dyplomatycznych między Polską i Marokiem uważa się 1 lipca 1791, w którym jako poseł króla Stanisława Augusta Poniatowskiego do sułtana Al-Jazida ibn Muhammada dotarł do Tangeru Jan Potocki. Współcześnie stosunki dyplomatyczne reaktywowano w 1959.

## Siedziba
Ambasadę w Warszawie władze marokańskie otworzyły w 1962. W latach 1962-1963 ambasada mieściła się w hotelu Europejskim przy ul. Krakowskie Przedmieście 13, 1964-1973  przy ul. Narbutta 19a, 1974-2006 przy ul. Starościńskiej 1, od 2013 zlokalizowana jest w willi z 1930 Stefana Starzyńskiego, b. prezydenta Warszawy przy ul. Dąbrowskiego 72.
Rezydencja ambasadora znajduje się w pałacyku Z. Okoniewskiego z 1900 przy ul. Emilii Plater 17 (1991), w którym w okresie powojennym znajdowała się m.in. rezydencja ambasadora Stanów Zjednoczonych (1948).

## Lista ambasadorów
Zobacz: Ambasadorowie Maroko w Polsce

## Uwaga
Ambasada nie posiada strony internetowej.